# Circuit digital
Els circuits digitals són circuits elèctrics basats en agrupacions de portes lògiques bàsiques i un nombre discret de nivells de voltatge. En la majoria dels casos hi ha dos nivells: un pròxim als zero volts i un altre a un nivell més elevat depenent del voltatge d'alimentació. Aquests dos nivells sovint es representen com a L (de l'anglès low, baix) i H (de l'anglès high, alt). Els circuits digitals formen el nucli del que es coneix com a Electrònica digital.

## Nivells
Els dos nivells de voltatge s'usen per a la representació en binari dels nombres 0 i 1. En lògica binària activa a nivell alt, la L representa el nombre binari 0 i la H el binari 1. En lògica activa a nivell baix la representació és a l'inrevés. És corrent permetre certa tolerància en els nivells de voltatge emprats; per exemple, de 0 a 2 volts poden representar un 0 lògic, i de 3 a 5 volts un 1 lògic. Un voltatge de 2 a 3 volts podria ser invàlid i sols es donaria en una fallada o en una transició de nivell lògic, ja que la majoria de circuits no són purament resistius i, per tant, no poden canviar instantàniament de nivell de voltatge. Tanmateix, són pocs els circuits que poden detectar aquesta fallada i la majoria la interpretarà aleatòriament com un 0 ó un 1.

## Construcció
És possible construir circuits digitals en formes diferents de l'electrònica. En principi, qualsevol tecnologia que puga representar dos estats discrets i realitzar operacions booleanes podria ser emprat per construir un circuit lògic. Existeixen versions hidràuliques, pneumàtiques i mecàniques de portes lògiques per a aquelles situacions que no permeten l'ús d'electricitat. La lògica amb fluids s'usa en maquinari militar que hagi d'estar sotmès a impulsos electromagnètics que podrien destruir qualsevol circuit elèctric.

## Sistemes lògics
Es poden construir sistemes lògics mitjançant l'òptica, el magnetisme, la química, bioquímica i els sistemes quàntics. En qualsevol cas, la funció lògica desitjada pot trobar-se en les interaccions dels components físics. Per exemple si calen dos enzims en particular per evitar la construcció d'una determinada proteïna, podríem dir que és l'equivalent biològic d'una porta "NAND".
Els circuits digitals són la implementació més comuna de l'àlgebra de Boole i és la base de tots els ordinadors digitals (vegeu porta lògica).
A més poden usar-se per processar informació sense connectar-se a un ordinador. S'anomena a aquest tipus "lògica aleatòria".

## Desenvolupaments recents
El descobriment de la superconductivitat ha possibilitat el desenvolupament de la tecnologia de circuits quàntics bBasats a la tecnologia RSFQ Rapid single flux quantum, que usen les unions Josephson en comptes de transistors. Últimament s'intenta construir sistemes de computació òptica, usant elements òptics no lineals.